# Belgisch-Nederlands Grensoverleg
Het Belgisch-Nederlands Grensoverleg of BENEGO is een Belgisch-Nederlandse Euregio tussen gemeenten ten noorden van Antwerpen en ten zuiden van Breda.
Het overleg begon in 1967 met zeven gemeenten en breidde zich uit tot 26 gemeenten. In 1993 werd het overleg een rechtspersoon door de Benelux Overeenkomst Grensoverschrijdende Samenwerking goed te keuren wat in 1991 door België, Nederland en Luxemburg mogelijk gemaakt was. Het overleg werd een Grensoverschrijdend Openbaar Lichaam. Anno 2025 bestaat BENEGO uit 25 gemeenten met bijna 1 miljoen inwoners.
BENEGO richt zich op grensoverschrijdende thema's zoals mobiliteit, ruimtelijke planning, economie en cultuur, waarbij het barrières door nationale grenzen tracht te verminderen. De organisatie fungeert als platform voor kennisuitwisseling, coördinatie van beleid en gezamenlijke projecten, zoals verbetering van fietsinfrastructuur of crisisbeheersing.
Als rechtspersoon ontvangt BENEGO financiering via deelnemende gemeenten en subsidies van de Benelux, de Europese Unie (bijv. Interreg) en nationale overheden. De structuur omvat een Algemene Vergadering met burgemeesters en schepenen, een Dagelijks Bestuur en werkgroepen per thema, ondersteund door een secretariaat in Essen.

## Deelnemers
Nederland
- Woensdrecht
- Bergen op Zoom
- Roosendaal
- Halderberge
- Rucphen
- Zundert
- Etten-Leur
- Breda
- Oosterhout
- Alphen-Chaam
- Baarle-Nassau
- Goirle
- Tilburg
- Hilvarenbeek

België
- Stabroek
- Kapellen
- Kalmthout
- Essen
- Wuustwezel
- Hoogstraten
- Baarle-Hertog
- Turnhout
- Ravels
- Oud-Turnhout
- Arendonk